# Дело о коррупции со стороны Австрийской народной партии
Дело о коррупции со стороны Австрийской народной партии — это коррупционное расследование, которое привело к отставке австрийского политического и государственного деятеля, федерального канцлера Австрии Себастьяна Курца.

## История

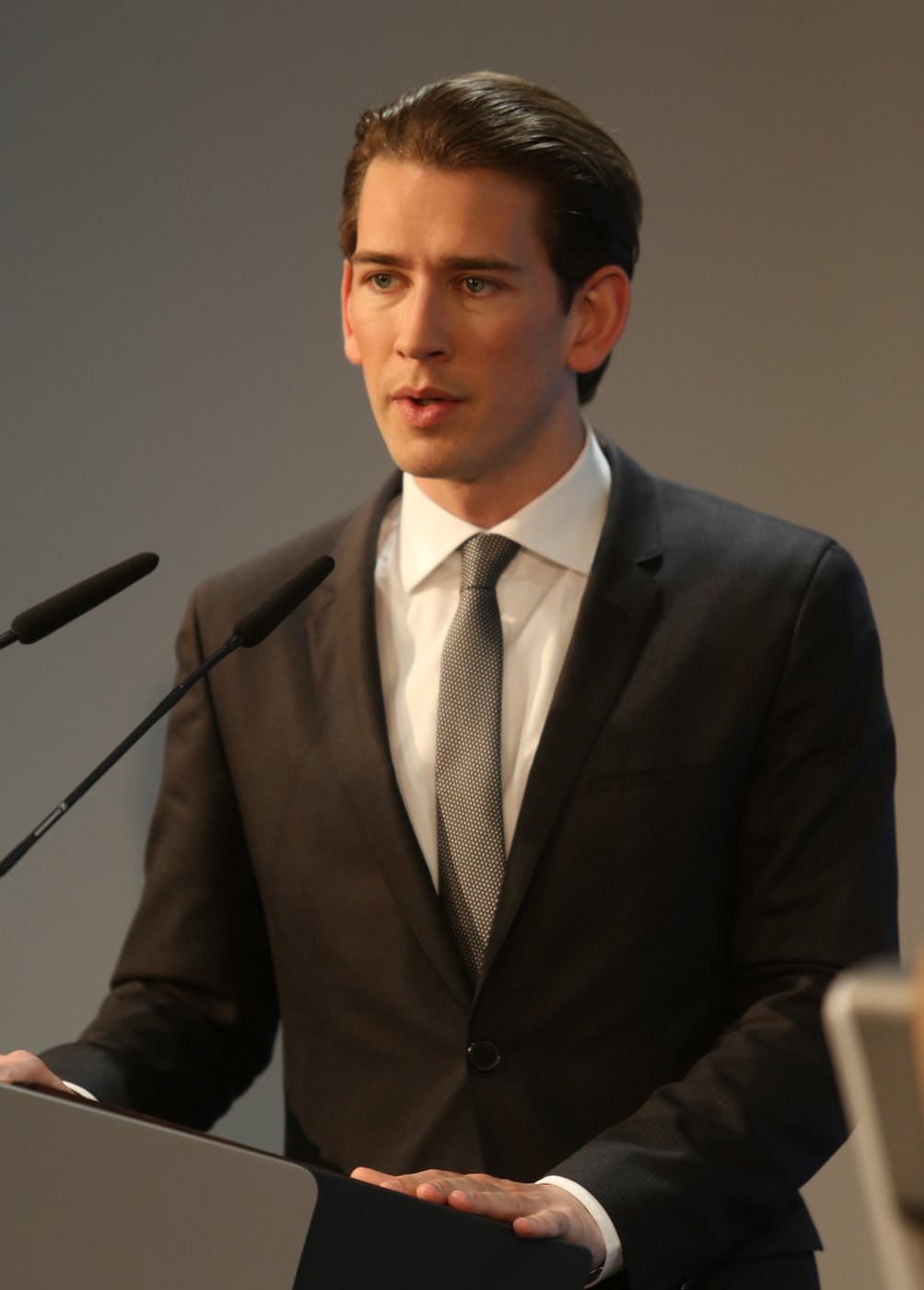
Себастьян Курц

### Предыстория
На досрочных парламентских выборах в Австрии 15 октября 2017 года Австрийская народная партия заняла первое место и Курц был назначен на должность федерального канцлера Австрии. 27 мая 2019 года парламент Австрии вынес вотум недоверия Себастьяну Курцу в связи со скандалом Ибица-гейт (обвиняли в даче заведомо ложных показаний) и Курц принял решение уйти в отставку.
На досрочных парламентских выборах 29 сентября 2019 года, Австрийская народная партия вновь одержала победу и 7 января 2020 года Курц снова занял должность федерального канцлера Австрии.

### Обвинение в коррупции
В начале октября 2021 года прокуратура Австрии начала расследование по обвинению Курца в коррупции. Он вместе с девятью его приближёнными подозревается в том, что за государственный счёт платили редакции одного из австрийских таблоидов Österreich за благоприятные публикации (на общую сумму около 1,3 миллиона евро).  В списке подозреваемых числятся советник Стефан Штайнер, специалист по связям со СМИ Джеральд Флейшманн, генсек Минфина Томас Шмид, экс-министр Софи Кармасин и братья Вольфганг и Хельмут Феллнер. Следствие выявило тесное сотрудничество партии с издательством газеты период с 2016-2018 годы.
6 октября в офисе канцлера и в штаб-квартире его партии в Вене провели обыски.
Курц назвал обвинения ложными и 9 октября 2021 года подал в отставку и передал свою должность министру иностранных дел Австрии Александру Шалленбергу.
12 октября была задержана социолог Сабине Байншаб, которая обеспечивала позитивные для Австрийской народной партии результаты опросов.